# 1943 en bande dessinée
| Années de la bande dessinée : 1940 - 1941 - 1942 - 1943 - 1944 - 1945 - 1946    |
| Décennies de la bande dessinée : 1910 - 1920 - 1930 - 1940 - 1950 - 1960 - 1970 |

Cet article présente les faits marquants de l'année 1943 en bande dessinée.

## Évènements
- Georges Dargaud fonde la maison d'édition Dargaud.
- Création du personnage Grand-Mère Donald, grand-mère de Donald Duck.
- Hergé publie l'album Le Secret de La Licorne issu des aventures de Tintin. Première apparition du Château de Moulinsart.
- Début de la publication du Rayon U d'Edgar P. Jacobs dans le magazine Bravo !.

## Comic Strips
| Date     | Titre               | Auteur                                                | Évènement | Éditeur                           |  |
| -------- | ------------------- | ----------------------------------------------------- | --------- | --------------------------------- |  |
| janvier  | Male Call           | Milton Caniff                                         | Création  | Armée des États-Unis              |  |
| juin     | Penny (comic strip) | Harry Haenigsen                                       | Création  | New York Herald Tribune Syndicate |  |
| octobre  | Kerry Drake         | Alfred Andriola (dessin) et Allen Saunders (scénario) | Création  | Publishers Syndicate              |  |
| novembre | Buz Sawyer          | Roy Crane                                             | Création  | King Features Syndicate           |  |

## Nouveaux albums
Voir aussi : Albums de bande dessinée sortis en 1943

### Franco-Belge
| Sortie | Titre       | Scénariste | Dessinateur | Coloriste | Éditeur |
| ------ | ----------- | ---------- | ----------- | --------- | ------- |
| ?      | à compléter |            |             |           |         |
| ?      | …           |            |             |           |         |

## Naissances
- 28 janvier : Dany, de son vrai nom Daniel Henrotin, dessinateur belge
- 29 janvier : Steve Skeates, scénariste de comics
- 1er mai : 
  - Claude Auclair, auteur français mort en 1990
  - Carlos Trillo
- 21 mai : Jean-Claude Fournier
- 27 mai : Henri Dufranne
- 9 juin : Joe Haldeman
- 13 août : Christian Vanderhaeghe
- 30 août : Robert Crumb
- 17 septembre : Carlos Sampayo
- 25 septembre : Massimo Mattioli
- 30 octobre : Dubouillon
- 1er novembre : Pascal Zanon
- 12 novembre : Dave Cockrum
- 16 novembre : Juan Gimenez